# Digital Video
Pour les articles homonymes, voir DV.
 (août 2013).

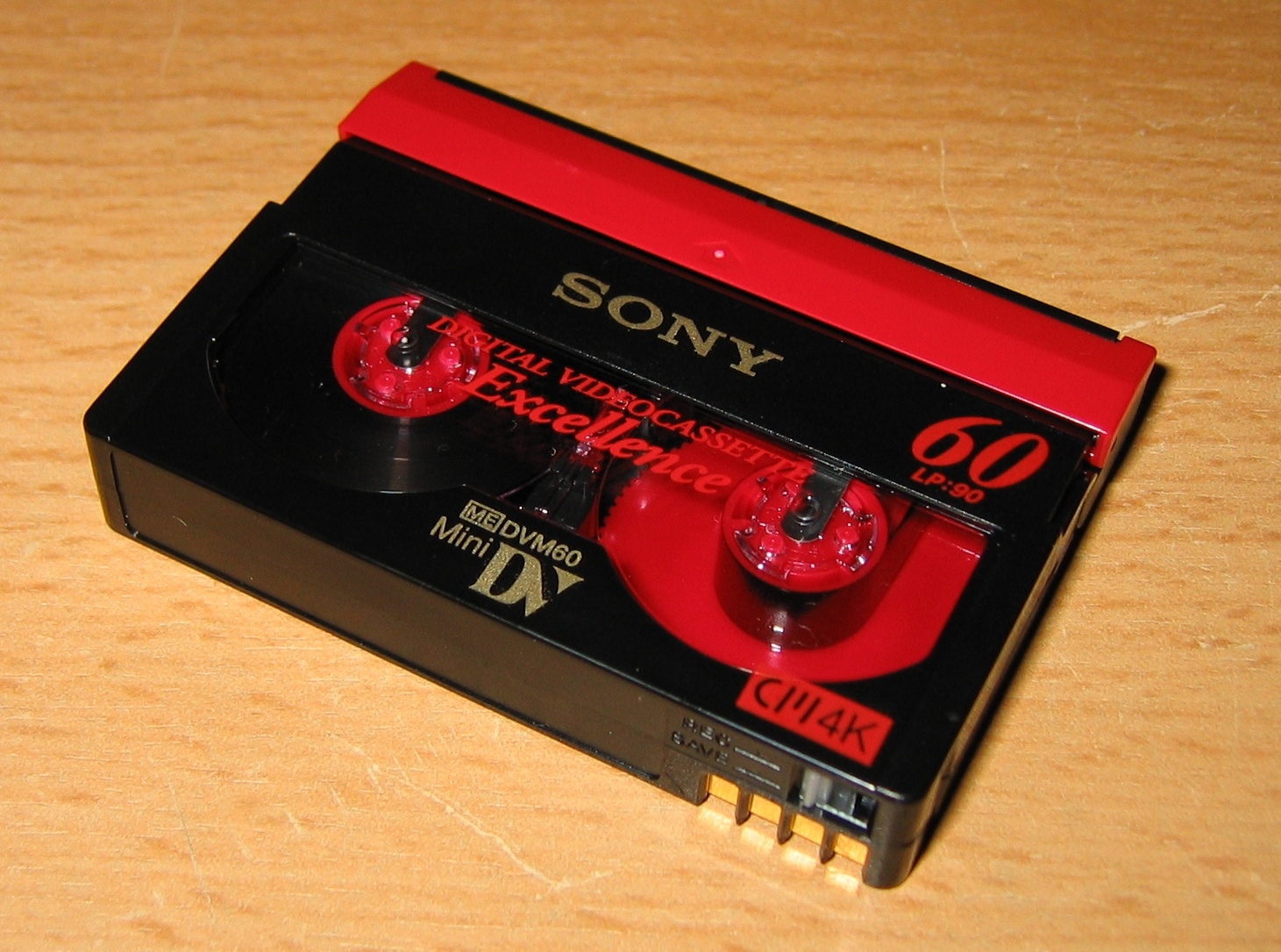
Une cassette MiniDV.

Le format Digital Video, ou DV, est un format d'enregistrement vidéo numérique sur des cassettes avec une relativement faible compression pour chaque image, datant de 1996. Ceci facilite le transfert direct de la vidéo vers un ordinateur pour le monter ensuite. Les formats DV existent sous différentes déclinaisons : DV, MiniDV, DVCAM (Sony), Digital8, DVCPRO (DVCPRO25, DVCPRO50 de Panasonic). Elles enregistrent une vidéo numérique compressée grâce à une méthode DCT. La qualité vidéo numérique est supérieure aux formats analogiques courants, tels que 8 mm, VHS-C ou Hi-8.

## Histoire
Le format DV a été mis au point par un large consortium, regroupant des sociétés comme Matsushita (qui possède Panasonic), Philips, Sony, Thomson, rejoints par Hitachi, JVC, Mitsubishi, Sanyo, Sharp et Toshiba mais aussi Apple et IBM, soit au total plus d’une cinquantaine de sociétés. Cette alliance industrielle historique dans le monde de l’électronique s’est constituée pour définir les spécifications de la nouvelle génération de magnétoscopes grand public.

## Vidéo
L’image de résolution standard de 720 × 576 pixels (25 images par seconde) en PAL et 720 × 480 pixels (30 images par seconde) en NTSC est composée de deux trames (les lignes paires composant une trame et les lignes impaires, l'autre trame) par image et est compressée en JPEG. Le rapport d’aspect de l’image diffusée est de 4:3 ou 16:9 après anamorphose, un rapport S/B (Signal / Bruit) de 54 dB, le DV offre des performances bien supérieures à celles des formats analogiques Hi-8 ou S-VHS.

### Structure d’échantillonnage
Le DV est un format en composantes numériques (c’est-à-dire que les signaux de luminance, de différentiel de bleu et de différentiel de rouge sont traités séparément). Dans les systèmes à 625 lignes (PAL, SECAM), l’échantillonnage est de type 4:2:0, c’est-à-dire qu’ils ont un nombre identique de pixels au 4:1:1 mais que la perte de définition est répartie en horizontal et en vertical. Dans les systèmes à 525 lignes (NTSC), il a été choisi une structure d’échantillonnage de type 4:1:1. Ce choix s’explique par le fait que les systèmes à 525 lignes ayant déjà une résolution verticale assez faible, auraient plutôt mal accepté d’être amputés de la moitié de leurs points de chrominance en vertical.
La structure d’échantillonnage du DV est aussi l’une des raisons pour lesquelles on évite de l’utiliser dans des applications telles que le chromakey.

## Quantification
La quantification de l’image DV est réalisée avec 8 bits par couche. Ainsi, chaque couche R,V et B est susceptible de coder 28 (soit 256) niveaux dont 220 utiles. Le mélange de ces trois couches permet théoriquement au DV de coder 2203 (soit 10 648 000) couleurs différentes. Ce taux de quantification permet d’obtenir un assez bon rapport signal/bruit (74 dB théoriques), mais il limite les possibilités d’étalonnage.

### Compression
La compression utilise les outils du MJPEG le principe de compression est du type JPEG, elle s’effectue selon le contenu de l’image en intra-trame ou en intra-image. Cela permet de tenir compte, quand elles existent, des redondances entre les deux trames d’une image et d’obtenir une meilleure efficacité de compression. En aucun cas, il n’est tenu compte de la redondance temporelle entre les images (principe du MPEG avec qui le DV diffère donc), chacune d’entre elles est codée séparément et ne dépend d’aucune autre ce qui permet un montage à l’image près. Le débit de départ du signal vidéo 4:2:0 ou 4:1:1 est de 125 Mbit/s. Il est réduit, après compression à 25 Mbit/s d’où un taux de compression de l’ordre de 5:1.

## Audio
Le format DV, peut traiter 4 pistes au format PCM non compressé, échantillonnées à 32 kHz et codées en 12 bits, ou 2 pistes en 48 kHz et codées sur 16 bits.

## Débit
Le débit total enregistré (vidéo + audio + signaux auxiliaires) avoisine les 28,8 Mbit/s.
On considère usuellement qu'une heure de DV SP équivaut à environ 13 Go.

## Formats et cassettes

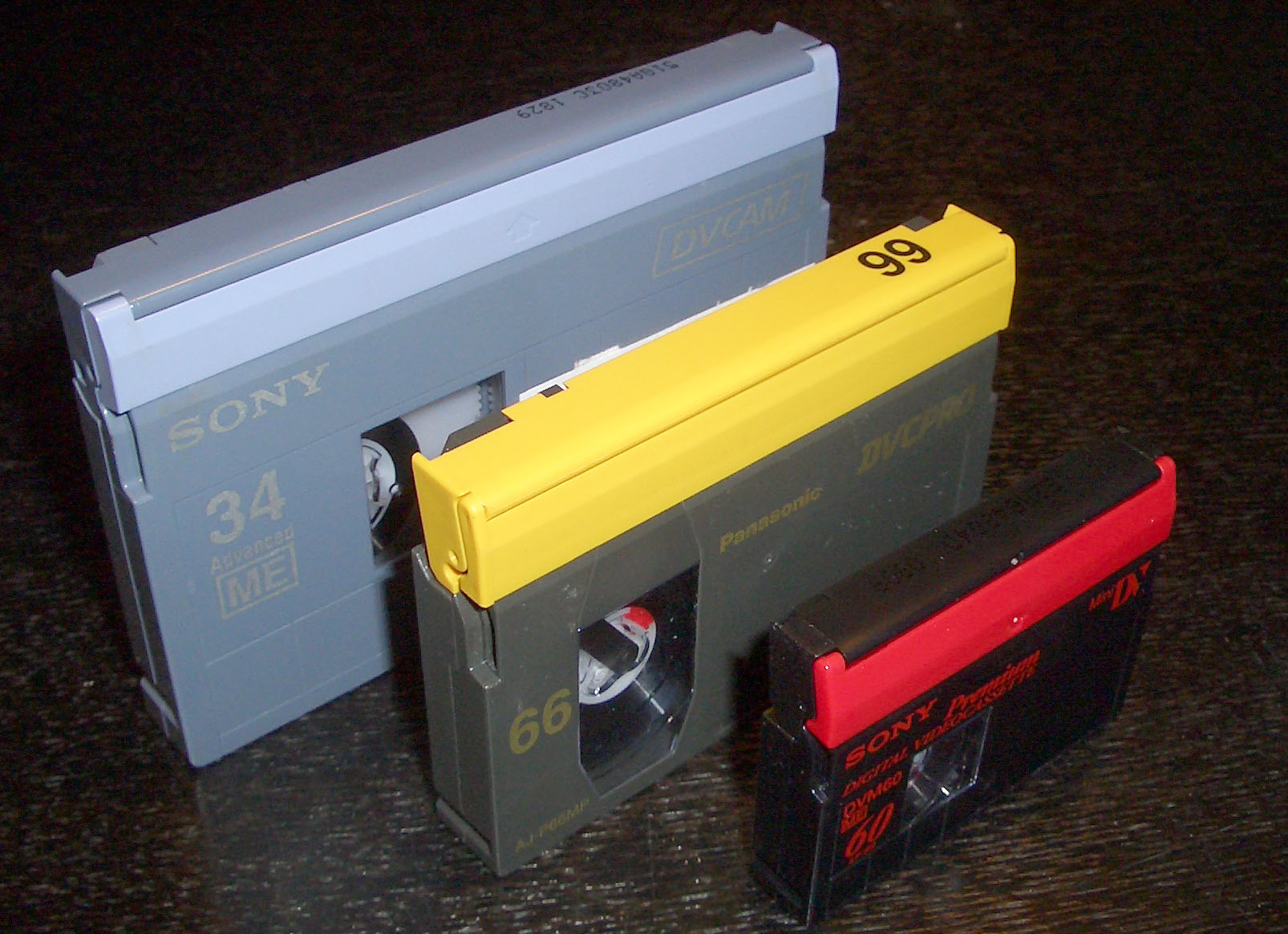
Différents formats: DVCPRO, DV, MiniDV(de gauche à droite)

Il existe différentes sortes de cassettes au format DV. Certaines cassettes sont dotées d’une petite puce mémoire permettant de conserver un véritable catalogue des séquences enregistrées et des images fixes, avec des données d’index telles que la date ou l’heure d’enregistrement, mais aussi des informations relatives aux paramètres de la caméra lors du tournage telles que l’ouverture du diaphragme ou la vitesse d’obturation. Cette puce ne peut être utilisée qu’avec des caméras qui possèdent cette fonctionnalité. La présence de la puce est révélée par les 4 petits connecteurs électriques situés sur la tranche de la cassette.
DV :

Les cassettes DV (taille "L") mesurent approximativement 120 × 90 × 12 mm et peuvent contenir jusqu’à 4,6 heures de vidéo numériques (soit 6,9 heures en mode Long Play).
MiniDV :

Les cassettes MiniDV (taille "S") mesurent approximativement 65 × 48 × 12 mm et sont disponibles en versions 30 minutes (soit 45 min en mode Long Play), 60 min (90 min en LP) et 80 min (120 min en LP).
'DVCAM' (développé par Sony) :

Il s’agit de la version « professionnelle » du DV. Le DVCAM offre la même qualité d'image que le DV SP habituel. Cependant, le défilement de la bande est accéléré : une cassette de 60 minutes en mode DV SP devient une cassette de 40 minutes en DVCAM. Grâce à cette astuce, le format DVCAM est physiquement plus robuste et moins sensible aux "drop-outs". Bien que les cassettes estampillées DVCAM soient de bonne qualité, il est tout à fait possible d'utiliser une cassette DV standard pour enregistrer en DVCAM. La lecture du DVCAM, format propriétaire à Sony, pose un problème sur des appareils qui ne sont pas de cette marque. Le DVCAM se positionne plus dans le secteur institutionnel que professionnel.
Les cassettes DVCAM sont proposées en deux tailles et en plusieurs durées. La "S" (de la taille d'une cassette DV standard) offre des durées de 12, 22, 32 et 40 minutes, et la grande (L) permet d’atteindre les 64, 94, 124 et 184 minutes. L'intégralité de la gamme des caméras Sony DVCAM est compatible avec la petite taille de cassette, tandis que la grande taille de cassette est réservée aux modèles d'épaule (on peut utiliser une taille ou l'autre, au choix).
'DVCPRO' (développé par Panasonic) :

Les cassettes DVCPRO permettent d’enregistrer 66 min à un taux de 25 Mbit/s, tout comme le DV. Ces cassettes sont aussi utilisable en mode DVCPRO50, mais comme la vitesse d’enregistrement est alors doublée, la durée d’enregistrement s’en trouve divisée par deux (33 min), ce qui est indiqué par les deux chiffres "66/33" qui figurent sur ces cassettes. Les cassettes DVCPRO sont de taille M (taille de la main).
'DVCPRO50' (développé par Panasonic en 1998) :

Le DVCPRO50 double la vitesse d’enregistrement des cassettes DVCPRO et combine deux codecs DV en parallèle pour enregistrer de la vidéo numérique à un taux de 50 Mbit/s.
'DVCPRO-HD' (développé par Panasonic en 2000) :

Le DVCPRO HD augmente encore la vitesse de la cassette et combine quatre codecs DV en parallèle pour atteindre 100 Mbit/s.
Les cassettes DVCPRO HD sont de taille XL.
Les lecteurs de marque Sony ne peuvent lire que les formats DV, DV Cam, les formats DVC Pro, DVC Pro 50, et HD étant supportés par Panasonic.
Digital8 :

Le Digital8 utilise également le codec DV, mais enregistre sur cassettes Hi-8, dans une qualité vidéo et audio identiques au DV. Les cassettes Video 8 et Video Hi8 ayant eu un grand succès dans le passé, le Digital8 a été conçu pour offrir aux consommateurs une transition souple entre l’analogique et le numérique : les caméscopes Digital8 permettent ainsi de numériser à la volée les cassettes analogiques Video8 et Hi8 et les exporter en format DV.

## Connecteur DV: FireWire, IEEE1394, iLink
Firewire / iLink ou bus IEEE 1394a (nom de la norme à laquelle il fait référence) a été mis au point à la fin de l’année 1995 afin de fournir un système d’interconnexion permettant le transfert de données à haute vitesse en temps réel, notamment le signal vidéo numérique. La société Apple computer l'a rebaptisé « FireWire ». Sony lui a donné le nom d'i.Link.
Il s'agit ainsi d'un port, équipant certains ordinateurs, permettant de connecter des périphériques (disques durs, lecteurs optiques). Il s'est popularisé par le biais des caméras numériques de type DV. Notamment grâce à sa facilité d'utilisation (un seul câble, par opposition à l'analogique), mais également pour la qualité numérique de ses transferts permettant un montage sur PC ou Macintosh sans perte de qualité.
Certains caméscopes possèdent également des connecteurs analogiques S-VHS ou RCA audio pass through en entrée permettant de numériser les signaux analogiques en DV. Certains caméscopes lisent les informations provenant de cassettes analogiques 8 mm Hi8 et les numérisent vers la sortie DV.

## Logiciel DV
Tout logiciel d’édition vidéo supporte la capture DV. Certains sont spécialisés DV comme Kino.
Sur Macintosh, le logiciel Apple iMovie, fourni d'origine, permet de monter du DV.
Les logiciels de montage professionnels les plus utilisés sont[réf. nécessaire] :
– Media Composer ;
– Apple Final Cut Pro ;
– Adobe Premiere Pro.